# موقف لبنان في حرب لبنان 2006

علم لبنان.

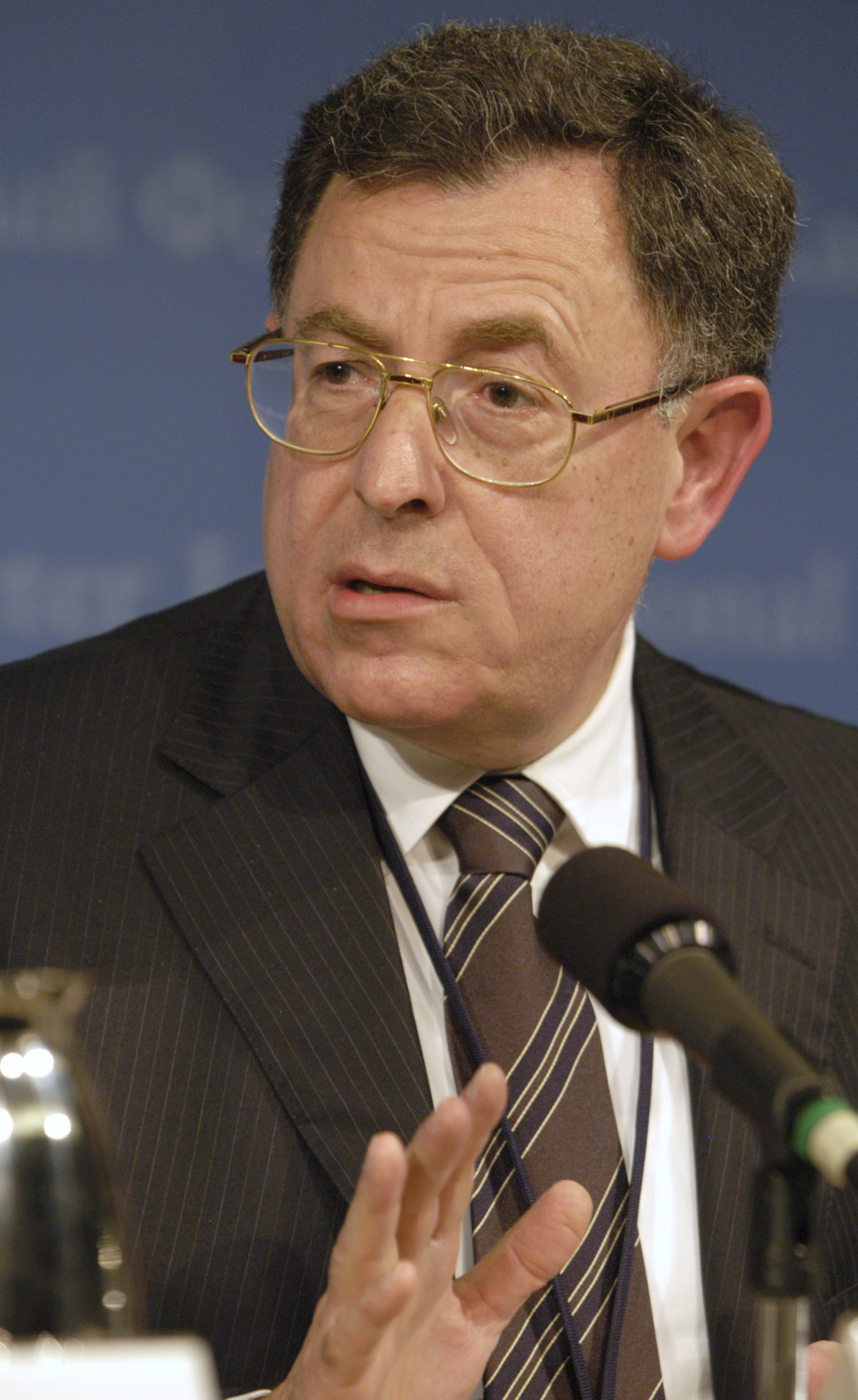
رئيس الوزراء فؤاد السنيورة.

موقف لبنان في حرب لبنان 2006 منذ البداية هو التنصل من قصف حزب الله وغاراته في 12 يوليو بينما دعا إلى وقف فوري لإطلاق النار وانسحاب جميع الجيش الإسرائيلي من الأراضي اللبنانية.
في 13 يوليو بعد اجتماع طارئ للحكومة اللبنانية ذكر رئيس الوزراء فؤاد السنيورة أن الحكومة لم تكن على بينة من غارة حزب الله قبل وقوعها «ولا تتحمل المسؤولية ولا تؤيد ما حدث على الحدود الدولية». في اليوم نفسه استذكر لبنان سفيره لدى الولايات المتحدة بعد أن أدلى بتعليقات على التلفزيون قائلا أنه ينبغي على إسرائيل أن تنظر في تبادل الأسرى مع حزب الله.
في 13 يوليو انتقد أحد النواب الدروز البارزين في مجلس النواب اللبناني وليد جنبلاط حزب الله في مقابلة مع صحيفة لو فيغارو الفرنسية: "لعب حزب الله لعبة خطيرة جدا من خلال خطف هذين الجنديين... عندما انسحبت إسرائيل من لبنان وقعت عمليات اختطاف خارج حدود بلادنا ويثير حزب الله الرهانات بدعم من إيران وسوريا التي أصبحت في العام الماضي دولة تابعة لطهران من الأقمار الصناعية...... على حزب الله أن يشرح نفسه لللبنانيين... [ نحن بحاجة إلى أن نقرر] من يتخذ القرارات المتعلقة بالحرب والسلام في هذا البلد.
في 14 يوليو وفي أعقاب مكالمة هاتفية بين السنيورة ورئيس الولايات المتحدة جورج دبليو بوش أصدر مكتب رئيس الوزراء بيانا مفاده أن «رئيس الوزراء السنيورة دعا الرئيس بوش إلى بذل كل ما يبذله من جهود لإسرائيل لوقف عدوانها على لبنان والتوصل إلى وقف شامل لإطلاق النار ورفعه حصارها». في اليوم التالي وفي رسالة تلفزيونية إلى الشعب اللبناني وبعد ذلك في مقابلة مع شبكة سي إن إن قال السنيورة: «إننا ندعو إلى وقف فوري لإطلاق النار تدعمه الأمم المتحدة».
في 16 يوليو ادعى المبعوث اللبناني الخاص لدى الأمم المتحدة نهاد محمود أن الولايات المتحدة تعرقل محاولة مجلس الأمن للتوصل إلى وقف لإطلاق النار حيث كانت الولايات المتحدة العضو الوحيد في هيئة الأمم المتحدة المكونة من 15 دولة لمعارضة أي إجراء للمجلس. أوضحت وزيرة الخارجية الأميركية كوندوليزا رايس التي تحدثت خلال اجتماع مجموعة الدول الثماني الصناعية الكبرى في سانت بطرسبورغ أن الموقف الأميركي هو "التعامل مع المتطرفين" وعزل المتطرفين ووضع دولا ديمقراطية معتدلة".
في 17 يوليو قال رئيس لبنان إميل لحود أنه لن يخون أبدا حزب الله وأمينه العام حسن نصر الله.
في 21 يوليو قال وزير الدفاع اللبناني إلياس المر أن الجيش اللبناني سيحارب أي غزو أرضي من قبل إسرائيل.
في 25 يوليو دعا مركز الديمقراطية في لبنان وهو مجموعة لبنانية شاركت في حركة ثورة الأرز إلى وقف فوري لإطلاق النار واقترح خريطة طريق للتطبيع.
في مؤتمر روما الذي عقد في 26 يوليو طرح رئيس الوزراء السنيورة خطة سلام من سبع نقاط أصبحت تعرف باسم خطة السنيورة. وهي تتألف من الإفراج المتبادل عن السجناء وانسحاب القوات الإسرائيلية إلى الحدود المرسومة والسماح للمدنيين المشردين بالعودة إلى ديارهم وانسحاب إسرائيل من مزارع شبعا المحتلة ووضع الأراضي تحت سيطرة الأمم المتحدة المؤقتة وتمديد سلطة الحكومة اللبنانية في جميع أنحاء جنوب لبنان. توسيع قوة الأمم المتحدة القائمة في جنوب لبنان بما في ذلك سلطتها للتدخل وإعادة تنشيط اتفاق الهدنة لعام 1949 وإعادة بناء الجنوب. تدعم الخطة حزب الله والاتحاد الأوروبي وسوريا ومعظم أعضاء جامعة الدول العربية مثل الأردن.
في 7 أغسطس تم تفصيل خطة السنيورة لتشمل 15 ألف جندي لبناني من شأنه أن يسد الفراغ في جنوب لبنان بعد الانسحاب الإسرائيلي قبل أن تكون القوة الدولية قائمة. بهذه الطريقة كانت الحكومة اللبنانية تأمل في تبديد الإدعاء بأن القوات الإسرائيلية يجب أن تبقى في لبنان حتى وصول القوة الدولية. تطابق عدد الجنود مع ما قاله رئيس الوزراء الإسرائيلي إيهود أولمرت أن حجم القوة الدولية يجب أن يكون متناسبا.
في 22 أغسطس دعا مركز الديمقراطية في لبنان الشعب اللبناني وحكومة السنيورة إلى النظر في خطة لإعادة بناء «بيروت الجديدة». تدعو الخطة إلى «حديقة ملائكة» لإحياء ذكرى الأطفال ضحايا العدوان الإسرائيلي على لبنان عام 2006 وستقع الحديقة حيث «ساحة الأمن» المستخدمة في الضاحية الجنوبية وسوف تستضيف حوالي 400 تمثال بالحجم الطبيعي للأطفال (واحد لكل طفل مات). سوف يحيط به متحف البراءة للاحتفال بالحرب وملعب للأطفال.

## وصلات خارجية
- موقع المجلس الأعلى للإغاثة في الحكومة اللبنانية – 9 أغسطس 2006
- للأطفال - نصب السلام؛ واحة من الحب. حديقة الملائكة! - مركز الديمقراطية في لبنان
- www.lebanon-israel.info مناقشة مستمرة حول الصراع بين لبنان وإسرائيل